# Émeute du comté de Morgan
L'émeute du comté de Morgan est une émeute survenue le 10 avril 1919 dans le comté de Morgan, en Virginie-Occidentale, aux États-Unis lorsque de grandes entreprises ont utilisé des briseurs de grève afro-américains contre des travailleurs blancs en grève.

## Incident racial
Le même jour des émeutes, Hugh Ferguson, un Afro-Américain de Martinsburg, a été accusé d'avoir agressé criminellement Mme Ernest Zimmerman à son domicile près de Brosius, dans le comté de Morgan (maintenant connu sous le nom de Hancock). Une foule en colère de plusieurs centaines d'hommes s'est formée autour de la prison dans l'espoir de lyncher Ferguson. Le shérif CR Hovermale a été contraint de fuir avec Ferguson à Berkeley Springs. Lorsque la foule lyncheuse les a suivis, ils ont de nouveau été contraints de fuir vers le siège du comté de Berkeley,à Martinsburg.

## Conséquences
Ce soulèvement a été l'un des nombreux troubles civils qui ont commencé lors de l'été rouge américain de 1919. Des attaques terroristes contre des communautés noires et des oppressions blanches dans plus de trois douzaines de villes et de comtés ont alors été commises. Dans la plupart des cas, des foules blanches ont attaqué des quartiers afro-américains. Dans certains cas, des groupes communautaires noirs ont résisté aux attaques, en particulier à Chicago et à Washington. La plupart des décès sont survenus dans les zones rurales lors d'événements comme le massacre d'Elaine en Arkansas, où environ 100 à 240 noirs et 5 Blancs ont été tués. Également en 1919, les émeutes raciales de Chicago et de Washington qui ont tué 38 et 39 personnes respectivement, et avec à la fois beaucoup plus de blessures non mortelles et d'importants dommages matériels atteignant des millions de dollars.